# Ophrestia upembae
Ophrestia upembae är en ärtväxtart som först beskrevs av Lucien Leon Hauman, och fick sitt nu gällande namn av Bernard Verdcourt. Ophrestia upembae ingår i släktet Ophrestia och familjen ärtväxter. Inga underarter finns listade i Catalogue of Life.